# Долгушин Павло Олександрович

Долгушин Павло Олександрович

Павло́ Олекса́ндрович Долгу́шин (1861—1926) — київський математик-педагог, викладач Київського політехнічного інституту та Ольгінської Міністерської жіночої гімназії, автор підручників з математики. Брав активну участь систематизації принципів викладання алгебри та геометрії. На I Всеросійському з'їзді викладачів математики П. О. Долгушин зазначив:«Мы доказываем теоремы, не имеющие содержания, а с другой стороны, мы даём определения, противоречащие друг другу»(рос). Питання постало так гостро, що київський педагог запропонував, щоб на наступному з'їзді на цю тему було надано декілька доповідей.. Похований на Лук'янівському цвинтарі у Києві.

## Публікації
- Систематический курс алгебры 1913 г.; Изд-во: Петербург-Киев: Сотрудник.
- Руководство на курсах по подготовке преподавателей средней школы при Киевском учебном округе. Для средних учебных заведений. С 40 чертежами в тексте;
- Систематический курс геометрии. Петербург, 1912. — 215 с. 120.;
- Вычисленія по приближенію: Для гимназій, реальных училищ, коммерческих и технических учебных заведеній.